# Сто тысяч рублей
Сто ты́сяч рубле́й (100 000 рубле́й) — номинал денежных знаков в РСФСР (серия 1921 года), ЗСФСР (серия 1923 года), Приднестровье (серия 1994 года), России (серия 1995 года), Белоруссии (серии 1996 и 2000 годов).
Российские банкноты с таким номиналом характерны для периода резкого обесценивания рубля и гиперинфляции. Появление банкнот номиналом сто тысяч рублей в РСФСР обусловлено гиперинфляцией во время гражданской войны (совзнаки), в России — либерализацией цен и гиперинфляцией 1992—1997 годов.

## Характеристики банкнот
| Изображение     | Изображение       | Размеры (мм) | Основные цвета | Описание                                     | Описание              | Описание                | Дата выхода |
| Лицевая сторона | Оборотная сторона | Размеры (мм) | Основные цвета | Лицевая сторона                              | Оборотная сторона     | Водяной знак            | Дата выхода |
| --------------- | ----------------- | ------------ | -------------- | -------------------------------------------- | --------------------- | ----------------------- | ----------- |
|                 |                   | 161×88       | красный        | Орнамент, номинал, предупредительные надписи | Орнамент, номинал     | —                       | 1921        |
|                 |                   | 160×65       | коричневый     | Квадрига на портике Большого театра          | Фасад Большого театра | «100000», Большой театр | 30 мая 1995 |

## В постсоветской России
В 1993 году на случай разгона гиперинфляции были выпущены пробные экземпляры банкнот номиналом 100 000 рублей с изображением Сенатской башни на аверсе и Кремлёвской набережной на реверсе, однако их ввод в обращение не потребовался. Ввод столь крупного номинала потребовался лишь весной 1995 года, когда с увеличением масштаба цен в серии «Города России» была выпущена банкнота в 100 000 рублей с изображением Большого театра и его окрестностей, являющаяся самой крупной до 17 марта 1997 года, когда была выпущена банкнота в 500 000 рублей. С 1 января 1998 года была проведена деноминация рубля в 1000 раз, и банкноты были выведены из обращения. 100 рублей образца 1998 года аналогичны оформлению банкноты 100 000 рублей образца 1995 года.

## Галерея исторических банкнот

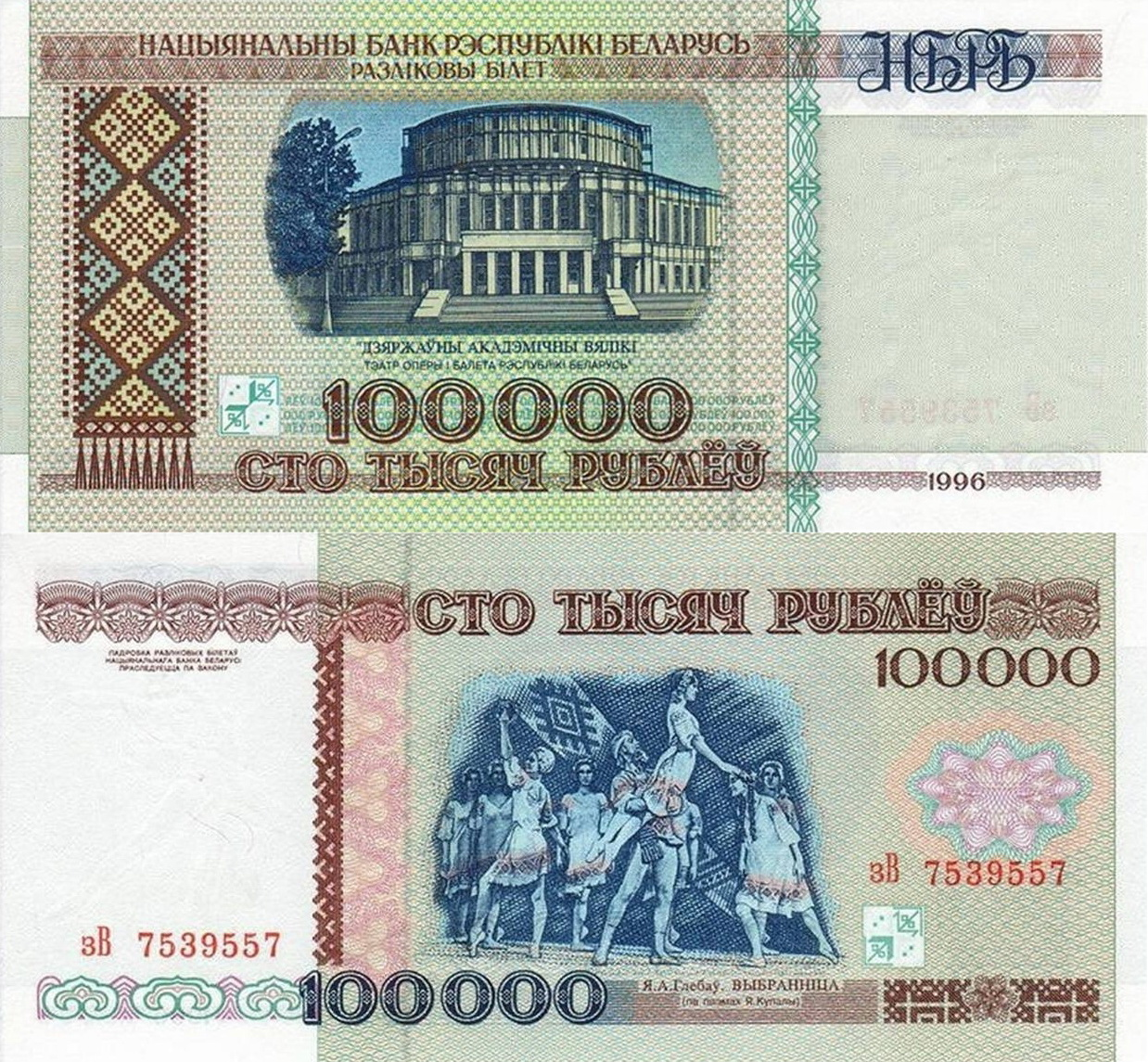
Белорусские 100 000 рублей (1996)
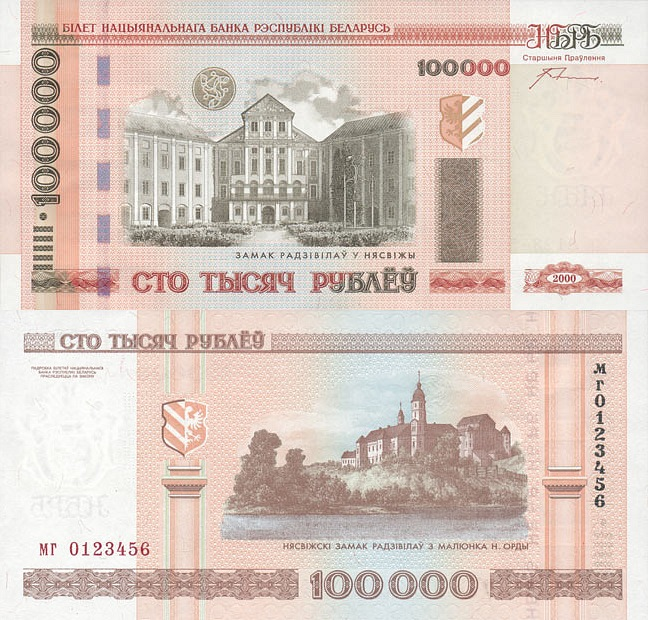
Белорусские 100 000 рублей (2005)
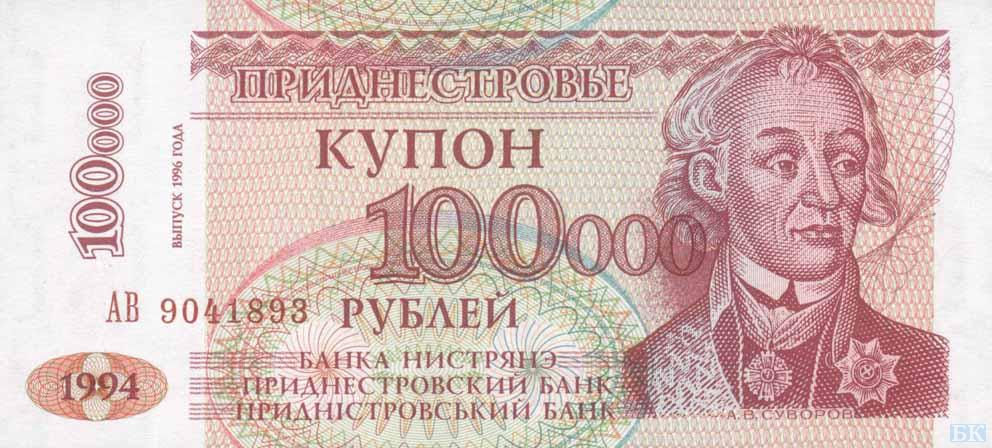
Приднестровские 100 000 рублей, лицевая сторона (1996)
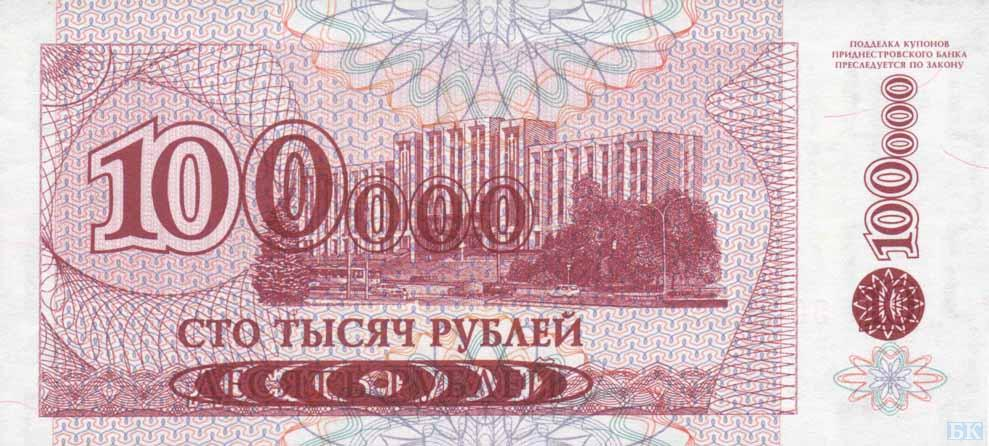
Приднестровские 100 000 рублей, оборотная сторона (1996)
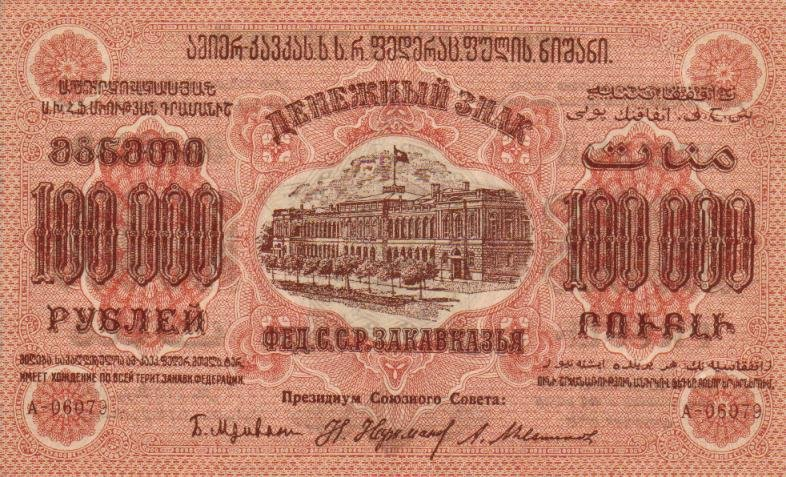
ЗСФСР 100 000 рублей, лицевая сторона (1923)
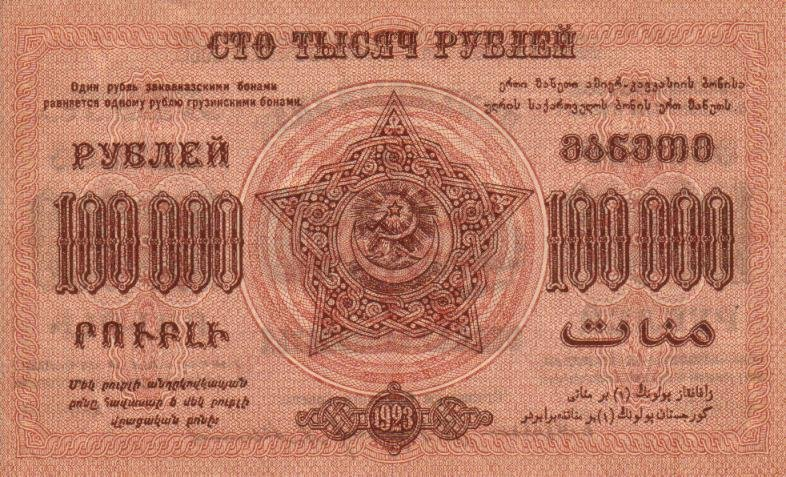
ЗСФСР 100 000 рублей, оборотная сторона (1923)